# Brigitte Bardot (rose)
'Brigitte Bardot' est un cultivar de rosier obtenu en 1994 par l'obtenteur français Joseph Orard et mis au commerce en 2001 par les roseraies Orard. Il rend hommage à l'actrice française Brigitte Bardot née en 1934.

## Description
Cet hybride de thé présente de grosses fleurs rouges striées de blanc argenté, pleines (40 pétales). La floraison s'étale tout au long de la saison. 
Son buisson érigé est fort épineux et s'élève à 110 cm.
Sa zone de rusticité est de 6b à 9b ; il supporte donc les hivers rigoureux.
Il est parfait pour illuminer les plates-bandes et pour la fleur coupée. On peut l'admirer à la roseraie du Val-de-Marne de L'Haÿ-les-Roses, et à la roseraie de Bagatelle. Il nécessite une exposition ensoleillée, pour s'épanouir pleinement, mais peut fleurir à mi-ombre.